# Тыквер, Том
Том Ты́квер (нем. Tom Tykwer [ˈtɪkvɐ]; род. 23 мая 1965, Вупперталь, Германия) — немецкий продюсер, сценарист, композитор, один из самых успешных современных немецких и европейских кинорежиссёров.
Двукратный номинант на «Золотого льва» Венецианского кинофестиваля, двукратный номинант на «Золотого медведя» Берлинского кинофестиваля, номинант на премии BAFTA, «Золотой глобус» и премию Европейской киноакадемии. Наиболее известные картины режиссёра — «Беги, Лола, беги», «Принцесса и воин», «Парфюмер. История одного убийцы», «Облачный атлас» (совместно с Ланой и Лилли Вачовски) и сериал «Восьмое чувство».

## Биография
Родился 23 мая 1965 года в Вуппертале. В 11 лет снял первый фильм на плёнку «Супер 8». С 1980 года работал в кинотеатрах. С 1988 года составитель программ группы кинотеатров Moviemento в Берлине. С 1990 года снял несколько фильмов, получивших достаточно широкую известность в Германии. После выхода фильма «Беги, Лола, беги» в 1998 году добился международного признания.
В 2000 году вышел на экраны «Принцесса и воин», а в 2002 году — «Рай». Эти фильмы сделали Тыквера одним из самых известных режиссёров не только в Германии, но и в Европе.
В сентябре 2006 года состоялась премьера фильма «Парфюмер: История одного убийцы» по мотивам знаменитого романа Патрика Зюскинда «Парфюмер». Бюджет фильма составил около 50 млн евро.
Том Тыквер пишет музыку не только для своих, но и других фильмов.

## Фильмография
| Год  |     | Русское название                | Оригинальное название                             | Роль                                      |
| ---- | --- | ------------------------------- | ------------------------------------------------- | ----------------------------------------- |
| 1990 | кор | Потому что                      | Because                                           | режиссёр                                  |
| 1992 | кор | Эпилог                          | Epilog                                            | режиссёр                                  |
| 1993 | ф   | Смертельная Мария               | Die tödliche Maria                                | режиссёр                                  |
| 1997 | ф   | Жизнь — это стройка             | Das Leben ist eine Baustelle                      | сценарист                                 |
| 1997 | ф   | В зимней спячке                 | Winterschläfer                                    | режиссёр                                  |
| 1998 | ф   | Беги, Лола, беги                | Lola rennt                                        | режиссёр, сценарист, композитор           |
| 2000 | ф   | Принцесса и воин                | Der Krieger und die Kaiserin                      | режиссёр, сценарист, композитор           |
| 2002 | ф   | Рай                             | Heaven                                            | режиссёр, композитор                      |
| 2004 | ф   | Без шума                        | Lautlos                                           | продюсер                                  |
| 2006 | ф   | Париж, я люблю тебя             | Paris, je t’aime (segment «Faubourg Saint-Denis») | режиссёр, сценарист, композитор           |
| 2006 | ф   | Парфюмер. История одного убийцы | Das Parfum — Die Geschichte eines Mörders         | режиссёр, сценарист, композитор           |
| 2006 | ф   | Мой друг                        | Ein Freund von mir                                | продюсер                                  |
| 2007 | ф   | Сердце — это тёмный лес         | Das Herz ist ein dunkler Wald                     | продюсер                                  |
| 2008 | ф   | Интернэшнл                      | The International                                 | режиссёр, композитор                      |
| 2009 | ф   | Германия 09                     | Deutschland 09 (segment «Feierlich Reist»)        | режиссёр, сценарист, продюсер, композитор |
| 2010 | ф   | Любовь втроём                   | Drei                                              | режиссёр, сценарист, композитор           |
| 2010 | ф   | Ловец душ                       | Soul boy                                          | продюсер                                  |
| 2012 | ф   | Облачный атлас                  | Cloud Atlas                                       | режиссёр, сценарист, продюсер, композитор |
| 2013 | ф   | Розовые дети                    | Rosakinder                                        | режиссёр                                  |
| 2015 | с   | Восьмое чувство                 | Sense8                                            | режиссёр, композитор                      |
| 2015 | ф   | Голограмма для короля           | A Hologram for the King                           | режиссёр, сценарист, композитор           |
| 2017 | с   | Вавилон-Берлин                  | Babylon Berlin                                    | режиссёр, сценарист, композитор, продюсер |
| 2021 | ф   | Матрица: Воскрешение            | The Matrix Resurrections                          | композитор                                |
| 2025 | ф   | Свет                            | Das Licht                                         | режиссёр, сценарист                       |